# Öffentliche Verwaltung (Deutschland)
Die öffentliche Verwaltung, auch Administrative genannt, ist nach Otto Mayer die Tätigkeit des Staates oder eines anderen Trägers öffentlicher Verwaltung, die weder Gesetzgebung (Legislative) oder Rechtsprechung (Judikative) ist, noch politische Regierungstätigkeiten (Gubernative) ausübt. Die öffentliche Verwaltung ist danach derjenige Teil der Exekutive, der öffentliche Aufgaben wahrnimmt. Sie ist der administrative Teil der vollziehenden Gewalt.

## Allgemeines
Als organisationstheoretisches Leitbild für die öffentliche Verwaltung fungiert die Bürokratietheorie nach Max Weber. Die Ergebnisse der öffentlichen Verwaltung werden als Verwaltungsleistung bezeichnet. Die öffentliche Verwaltung als interdisziplinäres Untersuchungsobjekt ist der Gegenstand der Verwaltungswissenschaft.

## Merkmale
Die öffentliche Verwaltung weist bestimmte Charakteristika auf und lässt sich nach Ernst Forsthoff eher beschreiben als definieren.
So ist das Handeln der Verwaltung an Gesetz und Recht gebunden (Art. 20 Abs. 3 GG). Nach dem Grundsatz der Gesetzmäßigkeit der Verwaltung darf die Verwaltung nicht ohne gesetzliche Ermächtigung (Vorbehalt des Gesetzes) und nicht im Widerspruch zu bestehenden gesetzlichen Regelungen (Vorrang des Gesetzes) handeln. Das schließt auch eine bestimmte Zuständigkeitsverteilung ein.
Handlungsträger der Verwaltung sind die Behörden, die hierarchisch strukturiert sind. Die Ausführungskontrolle (Dienst-, Rechts- und Fachaufsicht) obliegt der jeweils höheren Behörde bzw. der Verwaltungsspitze. Oberste Behörden sind auf Bundes- und Landesebene die Ministerien, die Verwaltungsspitze der jeweilige Minister. Die Verwaltungsspitze ist im System der Gewaltenteilung gegenüber einem gewählten Gremium (Parlament) rechenschaftspflichtig, beispielsweise der Bürgermeister als Hauptverwaltungsbeamter der Stadtverwaltung gegenüber dem Gemeinderat.

## Begriff der öffentlichen Verwaltung
Die öffentliche Verwaltung befasst sich mit der Verwaltung des Staates. Der Verwaltungsbegriff unterscheidet die Verwaltung im organisatorischen Sinn, die Verwaltung im materiellen Sinn und die Verwaltung im formellen Sinn.

### Verwaltung im organisatorischen Sinn
Die Verwaltung im organisatorischen Sinn meint den Verwaltungsapparat, d. h. die Organisation der Verwaltung in Verwaltungsträger, Verwaltungsorgane und alle sonstigen Verwaltungseinrichtungen.

### Verwaltung im materiellen Sinn
Verwaltung im materiellen Sinn ist die Staatstätigkeit, die materiell die Wahrnehmung von Verwaltungsangelegenheiten zum Gegenstand hat, unabhängig von dem handelnden Verwaltungsträger oder Organ. Bisherige Definitionsversuche grenzen den Begriff nicht vollständig ab oder sind zwar differenziert, aber sehr abstrakt.
Danach ist öffentliche Verwaltung im materiellen Sinne etwa „die mannigfaltige, konditional oder nur zweckbestimmte, also insofern fremdbestimmte, nur teilplanende, selbstbeteiligt entscheidend ausführende und gestaltende Wahrnehmung der Angelegenheiten von Gemeinwesen und ihrer Mitglieder als solcher durch die dafür bestellten Sachwalter des Gemeinwesens“ oder „als den Organen der vollziehenden Gewalt und bestimmten diesen zuzurechnenden Rechtssubjekten übertragene eigenverantwortliche ständige Erledigung der Aufgaben des Gemeinwesens durch konkrete Maßnahmen in rechtlicher Bindung nach (mehr oder weniger spezifiziert) vorgegebener Zwecksetzung.“

### Verwaltung im formellen Sinn
Verwaltung im formellen Sinn meint alle ausgeübten Tätigkeiten der Verwaltungsbehörden unabhängig davon, ob sie materiell verwaltender Art sind wie den Erlass eines Verwaltungsakts oder einer Rechtsverordnung.

## Rechtsgrundlagen
Das Verwaltungsrecht umfasst alle Rechtsnormen, die sich auf den Aufbau, die Aufgaben und die Befugnisse der Verwaltung beziehen und die Legitimation für ihre Tätigkeit darstellen.
Das allgemeine Verwaltungsrecht regelt Verfahren und Rechtsinstitute, die einheitlich für die gesamte Verwaltung gelten. Das besondere Verwaltungsrecht umfasst die Rechtsgrundlagen für die einzelnen Teilbereiche der Verwaltung, wie das Beamtenrecht, das Polizeirecht oder das Gewerberecht.
Im Gegensatz zu diesen Rechtsnormen mit Außenwirkung entfalten Verwaltungsvorschriften (Erlasse, Runderlasse, Dienstanweisungen) grundsätzlich keine Wirkung gegenüber dem Bürger. Als sog. Innenrecht regeln sie allein interne Vorgänge innerhalb eines Verwaltungsträgers wie die Zusammenarbeit verschiedener Organe. Ausnahmen können sich aus der Selbstbindung der Verwaltung ergeben.

## Aufgaben
Ausgehend von der historisch ältesten Aufgabe, das jeweilige Territorium nach außen und innen zu schützen und seine finanzielle Basis zu sichern, zählt die Eingriffsverwaltung (Ordnungs- und Steuerverwaltung) zum klassischen Handlungsfeld der öffentlichen Verwaltung. Im 19. Jahrhundert kamen die Lenkungsverwaltung zur Förderung des wirtschaftlichen Wohlstands durch Handel und Industrie und schließlich die Leistungsverwaltung eines modernen Wohlfahrtsstaates hinzu, der die soziale Sicherheit der Bürger durch Unterstützung Einzelner (z. B. Sozialhilfe) und die Bereitstellung öffentlicher Einrichtungen der Daseinsvorsorge gewährleistet.
Die Bedarfsverwaltung dient der Beschaffung von Personal und Sachmitteln für die Verwaltungstätigkeit.
In jüngster Zeit wird auch von der öffentlichen Verwaltung eine „nachhaltige“ Aufgabenerfüllung erwartet.

## Träger und Personal
Entsprechend der föderalen Verwaltungsgliederung in Deutschland sind die Träger der öffentlichen Verwaltung der Bund, die Länder und die Gemeinden.
Wird die Verwaltung durch eigene Behörden des Bundes oder der Länder ausgeübt, spricht man von unmittelbarer Staatsverwaltung. Hierzu werden auch Regiebetriebe und Eigenbetriebe gezählt. Werden dagegen selbständige Rechtsträger (Körperschaften, Anstalten oder Stiftungen des öffentlichen Rechts) sowie beliehene (bewidmete) Unternehmer tätig, beispielsweise ein Schornsteinfegermeister, der TÜV oder die DEKRA, spricht man von mittelbarer Staatsverwaltung.
Insgesamt sind im deutschen öffentlichen Dienst etwa 4,2 Millionen Beamte und Arbeitnehmer beschäftigt.

### Bundesverwaltung

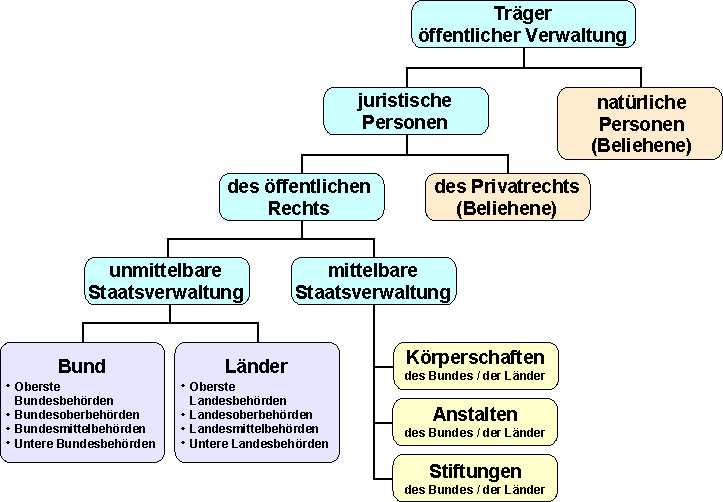
Träger der öffentlichen Verwaltung in Deutschland

Die unmittelbare Bundesverwaltung ist mit der Durchführung aller Angelegenheiten betraut, die nach dem Grundgesetz unter die Zuständigkeit des Bundes fallen (Art. 87 bis Art. 89 GG). Sie verfügt über insgesamt 316.500 Mitarbeiter. Nachfolgend einige Bundesbehörden und deren Anzahl an Mitarbeitern:
- Auswärtiger Dienst (8.700)
- Bundesfinanzverwaltung (48.000)
  - Bundeszollverwaltung (34.000)
  - Bundesanstalt für Finanzdienstleistungsaufsicht
  - Bundeszentralamt für Steuern
  - Bundesamt für zentrale Dienste und offene Vermögensfragen
  - Zentrum für Informationsverarbeitung und Informationstechnik
- Bundeswehrverwaltung (75.000; zukünftig 50.000)
- Bundespolizei (51.000)
- Bundeskriminalamt (5.500)
- Bundesanwaltschaft
- Wasserstraßen- und Schifffahrtsverwaltung des Bundes (11.000)
- Kraftfahrt-Bundesamt (1.000)
- Bundesamt für Güterverkehr
- Eisenbahn-Bundesamt
- Bundesamt für Justiz
- Bundesamt für Seeschifffahrt und Hydrographie
- Luftfahrt-Bundesamt
- Deutscher Wetterdienst
- Bundesanstalt für Straßenwesen
- Bundesanstalt für Gewässerkunde
- Bundesanstalt für Wasserbau
- Bundesanstalt für Immobilienaufgaben (5.000)
- Bundesamt für Bauwesen und Raumordnung
- Bundesverwaltungsamt (2.200)
- Bundestagsverwaltung
- Bundessortenamt
- Bundesratsverwaltung
- Bundespräsidialamt

Hinzu kommen 186.600 Soldaten, die nicht als Mitglieder der Verwaltung erfasst werden, aber dem Verteidigungsministerium unterstehen, und knapp 80.000 THW-Angehörige, die dem Bundesministerium des Innern unterstehen.
Daneben gibt es noch die mittelbare Bundesverwaltung. Hierzu gehören die Bediensteten bei Körperschaften, Anstalten und Stiftungen des öffentlichen Rechts unter Bundesaufsicht und die Bediensteten der Bundesbank.
Die bundeseigene Verwaltung hat seit 1990 einen erheblichen Anteil ihrer Bediensteten abgegeben. Zunächst überführte die Postreform sämtliche Beschäftigten der Postbehörden in die privatrechtlichen Einheiten von Post, Telekom und Postbank, mit der Bahnreform ist die ehemalige Behörde des Bundesverkehrsministeriums ebenfalls in private Strukturen überführt worden (mit Ausnahme des Bundeseisenbahnvermögens). Darüber hinaus wurde auch die Deutsche Flugsicherung privatisiert.

### Landesverwaltungen
Da die Länder mit dem weitaus größten Teil der Verwaltungsaufgaben in Deutschland betraut sind (Art. 30 GG), sind die Landesbehörden und die angeschlossenen Betriebe von der Personalstärke her der herausragende Teil der öffentlichen Verwaltung. In den 16 deutschen Landesverwaltungen arbeiten 2,3 Millionen Menschen, im Einzelnen:
- in der Finanzverwaltung der Länder (153.300)
- in den Hochschulen (237.900)
- in Schulen und der vorschulischen Bildung (817.400)
- im Rechtsschutz und der Gerichtsverwaltung (189.700)
- in der Polizei (273.600, davon 228.000 Vollzugsbeamte)
- in den sonstigen Verwaltungen (601.100).

Für die Hochschulen sind nur die öffentlich Beschäftigten angegeben. Insgesamt arbeiten an Hochschulen 488.700 Beschäftigte und in den ihnen angeschlossenen Kliniken nochmals 189.200 Mitarbeiter.

### Kommunalverwaltungen
Die Gemeinden in Deutschland verwalten im eigenen Wirkungskreis alle Angelegenheiten der örtlichen Gemeinschaft. Dieses Selbstverwaltungsrecht ist ihnen im Grundgesetz garantiert (Art. 28 Abs. 2 GG). Außerdem erfüllen sie im übertragenen Wirkungskreis ihnen gesetzlich zugewiesene staatliche Aufgaben.
Die kommunale Aufgabenstruktur unterscheidet:
- freiwillige Aufgaben wie Bäder, Busse, Theater usw.
- Pflichtaufgaben ohne Weisung: Schulen und Kindergärten, Strom, Gas, Wasser, Müllabfuhr usw.
- Pflichtaufgaben nach Weisung: Sozialhilfe, Wohngeld, Feuerwehr, Zivilschutz, Gemeindewahlen usw.
- staatliche Auftragsangelegenheiten: Volkszählung, Wehrpflichtigenerfassung, Landtags- und Bundestagswahlen.

Die Gemeinden eines Gebietes sind zu Landkreisen (in einigen Ländern Kreise genannt) zusammengeschlossen, um übergeordnete Aufgaben (insbesondere Pflichtaufgaben) effektiver bewältigen zu können. Ab einer bestimmten Einwohnerzahl, die je nach Bundesland unterschiedlich ist, sind Städte kreisfrei. Neben Kreisen existieren für Spezialaufgaben weitere kommunale Verbände, wie etwa in Nordrhein-Westfalen und Niedersachsen die Landschaftsverbände. Die Kontrollgremien dieser Körperschaften besetzen Kommunalvertreter, finanziert werden sie über Umlagen aus den Kommunalhaushalten.
Zusammengefasst beschäftigen die Kommunalverwaltungen 1,57 Millionen Mitarbeiter aufgeteilt auf die Bereiche:
| Verwaltungsbereich                              | Mitarbeiter |
| ----------------------------------------------- | ----------- |
| allgemeine Verwaltung                           | 249.000     |
| öffentliche Sicherheit und Ordnung              | 115.000     |
| Schulen                                         | 128.000     |
| Wissenschaft, Forschung und Kultur              | 086.000     |
| soziale Sicherung                               | 281.000     |
| Gesundheit, Sport und Erholung                  | 084.000     |
| Bau- und Wohnungswesen, Verkehr                 | 138.000     |
| öffentliche Einrichtungen, Wirtschaftsförderung | 155.000     |
| Krankenhäuser                                   | 278.000     |
| sonstige                                        | 058.000     |

## Formen des Verwaltungshandelns
Die öffentliche Verwaltung erfüllt ihre Aufgaben in der Regel in öffentlich-rechtlicher Rechtsform, d. h., sie handelt aufgrund von Rechtsvorschriften, die dem öffentlichen Recht zuzuordnen sind. Für die öffentlich-rechtliche Verwaltungstätigkeit der Behörden gilt das Verwaltungsverfahrensgesetz, für alle öffentlich-rechtlichen Streitigkeiten nichtverfassungsrechtlicher Art sind die Verwaltungsgerichte zuständig (§ 40 Abs. 1 VwGO). Öffentlich-rechtliche Geldforderungen und Verwaltungsakt sind im Wege der Verwaltungsvollstreckung durchsetzbar (§ 1, § 6 des Verwaltungs-Vollstreckungsgesetzes).
Aufgaben der Leistungsverwaltung können jedoch auch in Privatrechtsform erfüllt werden (Verwaltungsprivatrecht). Auch bei der eigenen Bedarfsdeckung, den sog. fiskalischen Hilfsgeschäften wie der Beschaffung von Büromaterial handelt die Verwaltung nach Privatrecht (beispielsweise nach Kaufrecht des BGB).
Werden Aufgaben der öffentlichen Verwaltung auf natürliche oder juristische Personen des Privatrechts übertragen, spricht man von Beleihung.
Aufgaben der öffentlichen Verwaltung können auch von natürlichen oder juristischen Personen des Privatrechts wahrgenommen werden, ohne dass die Zuständigkeit der Verwaltung entfällt. In diesem Fall beauftragt die öffentliche Verwaltung den privaten Dritten als Verwaltungshelfer.
Die Abgrenzung von öffentlichem und privatem Recht beurteilt sich nach der modifizierten Subjektstheorie.

Handlungsformen der Verwaltung

Systematische Darstellung:
- öffentlich-rechtliche Tätigkeit
  - Rechtsakte
    - im Außenverhältnis
      - abstrakt-generelle
        - Rechtsverordnungen
        - Satzungen

      - konkrete
        - einseitige
          - Verwaltungsakte
          - sonstige Willenserklärungen

        - zweiseitige
          - Verwaltungsverträge

    - im Innenverhältnis
      - abstrakt-generelle
        - Verwaltungsvorschriften

      - konkrete
        - Einzelweisung

  - Realakte
- privatrechtliche Tätigkeit
  - Verwaltungsprivatrecht
  - fiskalische Hilfsgeschäfte

## Reformbestrebungen
Die Reform der öffentlichen Verwaltung beschäftigt die Verwaltung selbst und die Verwaltungswissenschaften sowie eine nicht unerhebliche Anzahl an Beratungsunternehmen – nicht zu vergessen die KGSt (Kommunale Gemeinschaftsstelle für Verwaltungsmanagement).
Reformziele sind sowohl die Steigerung der Effektivität und Bürgerfreundlichkeit als auch die Haushaltskonsolidierung. Durch den zum Teil enormen Personalabbau, welcher nur begrenzt durch Privatisierung oder die Anwendung moderner Bürokommunikationstechnologien aufgefangen werden kann, werden oftmals neben administrativen Prozessoptimierungen auch strukturelle Anpassungen in der Verwaltungsorganisation notwendig. Ob hierdurch der Personalabbau kompensiert werden kann, ist vom Einzelfall abhängig.

### Aufgabenkritik
Grundsätzlich lassen sich funktionale Reformen der Aufgabenverteilung, Verwaltungsstrukturreformen wie die Durchsetzung der Einräumigkeit und Gebietsreformen unterscheiden.

### Binnenreformen
Die strenge Hierarchie führt zu einer autoritären Struktur innerhalb der Verwaltung. Daher arbeiten Behörden oft stark arbeitsteilig und Entscheidungen folgen festen Dienstwegen. Die Steuerung der Verwaltung ist daher sehr formal und aufgrund ihrer politisch ausgerichteten Verwaltungsspitze nicht vom Wesen her auf ökonomische Ziele ausgerichtet. Das Fehlen ökonomischer Prinzipien ist auch daran erkennbar, dass das Finanzwesen kameralistisch organisiert ist: Oft werden Budgets politisch ausgehandelt. Jedenfalls im Bereich der Kommunalverwaltungen werden derzeit in fast allen Bundesländern die Haushalte auf die kaufmännische Buchführung (Neues kommunales Finanzmanagement) umgestellt.
Ein in der heutigen Zeit zunehmend als Problem betrachteter Faktor ist das behördliche Anreizsystem. Da jedermann Zugang zum öffentlichen Dienst haben soll und die Leistungen der Verwaltung keinen Markt haben, greift die Verwaltung auf Hilfsgrößen (Beurteilungen) zurück. Bei diesen Beurteilungen wird nicht immer klar, welche Leistungen erwartet werden und inwieweit Wohlverhalten belohnt wird. Mangels Leistungsdefinition fehlen leistungsbezogene Anreize insbesondere monetärer Art. Das interne Prestige wird stattdessen oft an Behörden-, Abteilungs- oder Budgetgröße gemessen. Das Beamtenrecht gibt die Anforderungen des Grundgesetzes an öffentlich Bedienstete wieder. Es gilt dem in Verwaltungsdingen Unerfahrenen als hinderlich für Verwaltungsinnovationen oder fachliche Initiativen. Hier sind durch die Einführung von Elementen des modernen Personalmanagements in der öffentlichen Verwaltung Änderungen auf dem Weg. Für Tarifbeschäftigte im öffentlichen Dienst sind durch den neuen TVöD Leistungsanreize vorgesehen, diese sollen auch auf das Beamtenrecht übertragen werden.